# بوبي لينكولن
بوبي لينكولن (بالإنجليزية: Bobby Lincoln)‏ هو لاعب غولف جنوب أفريقي، ولد في 8 سبتمبر 1953 في جوهانسبرغ في جنوب أفريقيا.

## وصلات خارجية
- بوبي لينكولن على موقع رابطة أوروبا للاعبي الغولف المحترفين (الإنجليزية)